# Venus (canción de Shocking Blue)
«Venus» es una canción de 1969 de la banda neerlandesa Shocking Blue, que posteriormente fue incluida en un EP homónimo editado en 1970 e incluida como bonus track del álbum At Home de 1969 cuando este se reeditó en CD en 1989. Fue compuesta por su guitarrista, Robbie van Leeuwen, e interpretada por su nueva cantante por entonces, Mariska Veres.
"Venus" fue la única canción de Shocking Blue que alcanzó simultáneamente el n.º 1 en los Estados Unidos y en varios países del mundo.

## Versión de Bananarama
En 1986, el grupo inglés de new wave femenino Bananarama devolvió la canción al número uno en los EE. UU. y en numerosas listas de éxitos en otros seis países. La canción ha aparecido en numerosas películas, programas de televisión y comerciales, y posteriormente artistas de todo el mundo la han versionado docenas de veces.

## Créditos
- Mariska Veres - voz principal y coros
- Robbie van Leeuwen - guitarras y coros
- Klaasje van der Wal - bajo
- Cor van der Beek - batería

músico invitado
- Cees Schrama - piano eléctrico